# Truxeen
Truxeen is een polycyclische aromatische koolwaterstof. Conceptueel kan men de molecule beschouwen als opgebouwd uit drie fluoreen-eenheden die symmetrisch gerangschikt zijn en een gemeenschappelijke centrale benzeenring hebben. Truxeen is een vaste stof en weinig oplosbaar in water.
Derivaten met diverse functionele groepen die op de molecule zijn aangebracht worden aangeduid als truxenen. De groepen zijn meestal aangebracht op de methyleengroepen waarvan er drie aanwezig zijn in truxeen.

## Geschiedenis
Truxeen is gekend sedert het einde van de 19e eeuw. J. Hausmann bekwam het in 1889 tijdens zijn onderzoek van de reacties van 3-fenylpropionzuur (dihydrokaneelzuur) met fosforpentoxide. Hij kon de exacte structuur niet bepalen maar veronderstelde dat het een cyclisch trimeer was van 1-indanon. Volgens hem werd het gevormd door de condensatie van 1-indanon dat ontstond door intramoleculaire acylering van 3-fenylpropaanzuur.
Frederic Stanley Kipping kon de structuur van truxeen bevestigen in 1894 en bekwam de verbinding door de trimerisatie van 1-indanon.

## Synthese
Truxeen wordt bereid door de cyclotrimerisatie van 1-indanon in een mengsel van azijnzuur en geconcentreerd zoutzuur.

## Toepassingen
Truxeen heeft een stervorm en is daardoor geschikt als startpunt voor de synthese van dendrimeren.
Derivaten van truxeen zijn ook gebruikt voor de synthese van vloeibare kristallen en van fragmenten van fullereen.